# Городские населённые пункты Карачаево-Черкесии
В составе Карачаево-Черкесии находятся 11 городских населённых пунктов, в том числе: 
- 4 города, среди которых выделяются:
  - 2 города республиканского значения (в списке выделены оранжевым цветом) — в рамках организации местного самоуправления образуют отдельные городские округа,
  - 1 город районного значения (в рамках организации местного самоуправления входит в муниципальный район),
  - 1 в подчинении городу республиканского значения — в рамках организации местного самоуправления входит в городской округ,
- 7 посёлков городского типа, среди которых выделяются:
  - 3 пгт в подчинении городу республиканского значения — в рамках организации местного самоуправления входят в городской округ.
  - 4 пгт в составе районов — в рамках организации местного самоуправления входят в муниципальные районы.

## Города
| № | название     | район/ город республиканского значения | население (чел.) | основан | статус города | герб |
| - | ------------ | -------------------------------------- | ---------------- | ------- | ------------- | ---- |
| 1 | Карачаевск   | Карачаевск, город                      | ↗23 841          | 1927    | 1927          |      |
| 2 | Теберда      | Карачаевск, город                      | ↘8963            | 1868    | 1971          |      |
| 3 | Усть-Джегута | Усть-Джегутинский район                | ↗31 685          |         | 1975          |      |
| 4 | Черкесск     | Черкесск, город                        | ↗112 952         | 1825    | 1931          |      |

## Посёлки городского типа
По категории пгт выделяются:
- 2 рабочих посёлка (Ударный, Медногорский).
- 1 курортный посёлок (Домбай)
- 4 посёлка.

| № | название          | район/ город республиканского значения | население (чел.) | основан | статус пгт |
| - | ----------------- | -------------------------------------- | ---------------- | ------- | ---------- |
| 1 | Домбай (кп)       | Карачаевск, город                      | ↘666             | 1920-е  | 1965       |
| 2 | Медногорский (рп) | Урупский район                         | ↘5459            | 1961    | 1981       |
| 3 | Новый Карачай     | Карачаевский район                     | ↘3191            | 1909    | 1958       |
| 4 | Орджоникидзевский | Карачаевск, город                      | ↘2923            |         | 1938       |
| 5 | Правокубанский    | Карачаевский район                     | ↗3330            | 1984    | 1984       |
| 6 | Ударный (рп)      | Прикубанский район                     | ↘1006            | 1961    | 1965       |
| 7 | Эльбрусский       | Карачаевск, город                      | ↗301             | 1891    | 1953       |

### Бывшие пгт
- Архыз — пгт с 1972 года. Преобразован в сельский населённый пункт в 1996 году.
- Курджиново — пгт с 1961 года. Преобразован в сельский населённый пункт в 1995 году.
- Теберда — пгт с 1929 года. Преобразован в город в 1971 году.
- Уруп — пгт с 1958 года. Преобразован в сельский населённый пункт в 1997 году.
- Эркен-Шахар — пгт с 1962 года. Преобразован в сельский населённый пункт в 1992 году.